# The Trojan Story
A The Trojan Story egy dupla reggae válogatás LP a Trojan Recordstól 1976-ból.

## Számok

### 1. lemez

#### A oldal
1. The Skatalites - Guns Of Navarone           [02:28]
2. Roland Alphonso - Phoenix City          [02:59]
3. The Techniques - Oh Ba-A-By                 [02:46]
4. Alton Ellis - Rock Steady               [02:46]
5. The Maytals - Do The Reggae                 [03:09]
6. Mariene Webber - Stand By Your Man      [03:16]
7. Tony Tribe - Red Red Wine               [03:00]
8. Jimmy Cliff - Miss Jamaica             [02:21]

#### B oldal
1. U Roy - Version Galore                 [03:05]
2. Big Youth - Screaming Target            [03:36]
3. Dennis Alcapone - Cassius Clay          [03:23]
4. I Roy - Black Man Time                 [03:40]
5. Dennis Brown - Silhouette               [03:19]
6. Ken Parker - Jimmy Brown                [02:25]
7. The Diamonds - Just Can'T Figure Out        [03:14]
8. Johnnie Clark - Enter Into His Gates With Praise    [02:48]

### 2. lemez

#### C oldal
1. Desmond Dekker - Pretty African         [02:29]
2. The Heptones - Save The Last Dance For Me   [02:50]
3. Zap Pow - Nice Nice Time                [02:38]
4. Toots & The Maytals - Take Me Home Country Roads      [03:20]
5. Tito Simon - Time Is The Master         [03:28]
6. The Pioneers - Mama Look Deh                [02:43]
7. Judge Dread - Big Eight                 [03:18]
8. Peter Tosh - Them A Fe Get Beatin       [01:57]

#### D oldal
1. Freddie Notes & The Rudies - Montego Bay  [02:22]
2. Byron Lee & The Dragonaires -   Elizabethan Reggae         [02:33]
3. Desmond Dekker - 007 (Shanty Town)      [02:35]
4. Ken Boothe - Crying Over You            [03:30]
5. The Upsetters - Return Of Django            [02:36]
6. John Holt - Mr. Bojangles               [05:17]
7. Dandy Livingstone - Reggae In Your   Jeggae    [02:54]
8. The Pioneers - Long Shot Kick De Bucket     [02:49]

## Külső hivatkozások
- http://www.discogs.com/release/574227